# Banquibazar
Banquibazar (Bankibazar), numera Ichapur, stad i nuvarande Bangladesh, grundad av Ostendkompaniet 1723 eller 1724, och övergiven av bolaget 1744.
Kolonin i Banquibazar grundades sedan ett tillstånd (parwana) utverkats av den lokale fursten Murshid Quli Khan. Banquibazar ansattes sedan på olika sätt av brittiska och holländska intressen.

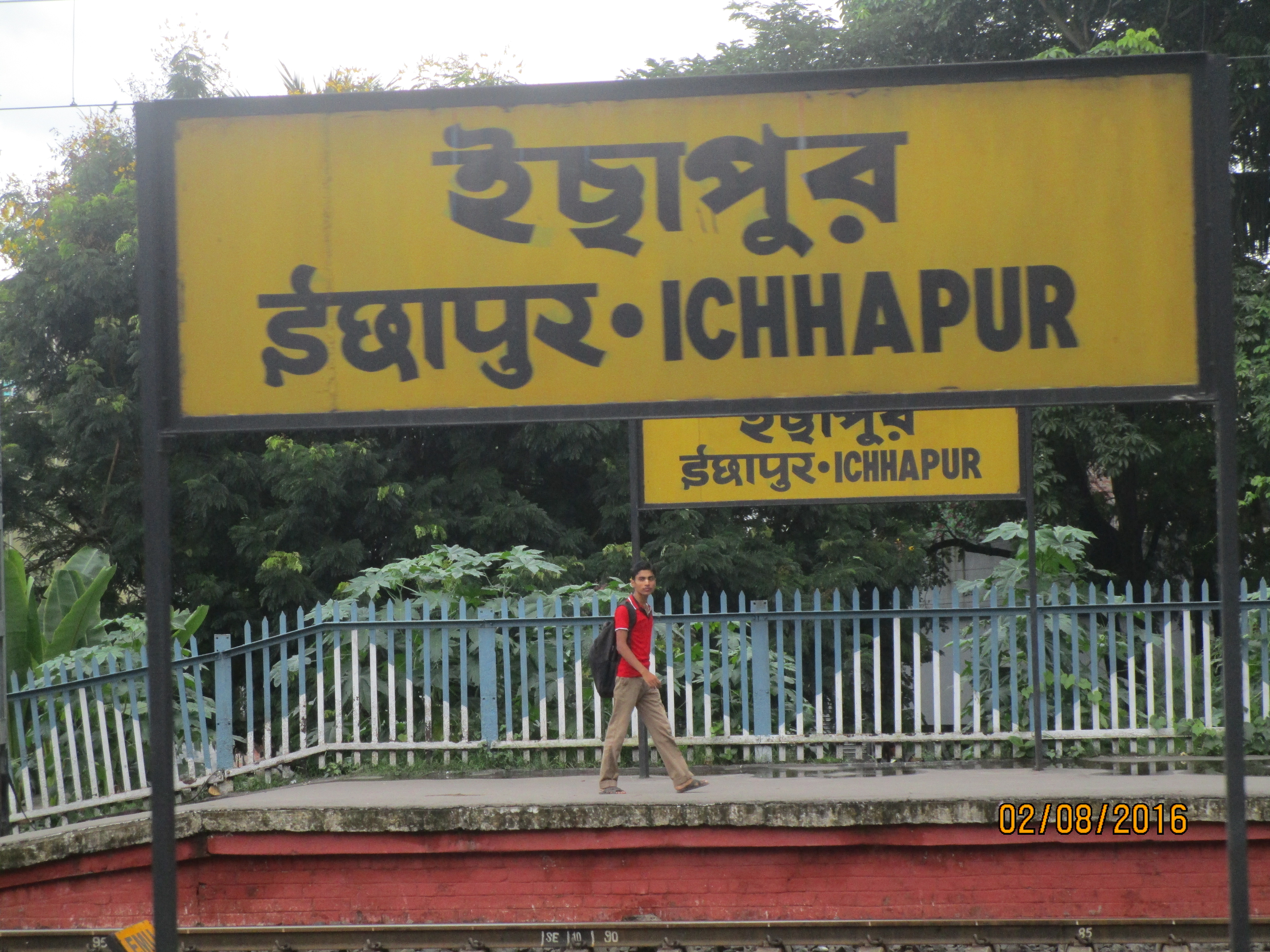
Banquibazar